# Resolutie 1610 Veiligheidsraad Verenigde Naties
Resolutie 1610 van de Veiligheidsraad van de Verenigde Naties werd unaniem door de
VN-Veiligheidsraad aangenomen op 30 juni 2005 en verlengde de vredesmacht in Sierra Leone voor de laatste keer met een half jaar.

## Achtergrond
In Sierra Leone waren al jarenlang etnische spanningen tussen verschillende bevolkingsgroepen. In 1978 werd het een eenpartijstaat met een regering die gekenmerkt werd door corruptie en wanbeheer van onder meer de belangrijke diamantmijnen. Intussen was in buurland Liberia al een bloedige burgeroorlog aan de gang, en in 1991 braken ook in Sierra Leone vijandelijkheden uit. In de volgende jaren kwamen twee junta's aan de macht, waarvan vooral de laatste een schrikbewind voerde. Zij werden eind 1998 met behulp van buitenlandse troepen verjaagd, maar begonnen begin 1999 een bloedige terreurcampagne. Pas in 2002 legden ze de wapens neer.

## Inhoud

### Waarnemingen
De Veiligheidsraad stemde in met de secretaris-generaal plan voor de terugtrekking van de UNAMSIL-missie en een hieropvolgende sterke VN-aanwezigheid in Sierra Leone.

### Handelingen
Het mandaat van de vredesmacht werd een laatste keer verlengd, met 6 maanden tot 31 december. Hierop moesten de Sierra Leoonse veiligheidsdiensten effectief de verantwoordelijkheid voor 's lands veiligheid overnemen. Het was van groot belang dat de Speciale Rechtbank voor Sierra Leone goed beveiligd bleef. De Veiligheidsraad drong aan op de verdere opbouw van een politieapparaat, leger, strafuitvoeringssysteem en justitie, en de strijd tegen corruptie.

## Verwante resoluties
- Resolutie 1537 Veiligheidsraad Verenigde Naties (2004)
- Resolutie 1562 Veiligheidsraad Verenigde Naties (2004)
- Resolutie 1620 Veiligheidsraad Verenigde Naties
- Resolutie 1688 Veiligheidsraad Verenigde Naties (2006)

Lijst ·  1581 ·  1582 ·  1583 ·  1584 ·  1585 ·  1586 ·  1587 ·  1588 ·  1589 ·  1590 ·  1591 ·  1592 ·  1593 ·  1594 ·  1595 ·  1596 ·  1597 ·  1598 ·  1599 ·  1600 ·  1601 ·  1602 ·  1603 ·  1604 ·  1605 ·  1606 ·  1607 ·  1608 ·  1609 ·  1610 ·  1611 ·  1612 ·  1613 ·  1614 ·  1615 ·  1616 ·  1617 ·  1618 ·  1619 ·  1620 ·  1621 ·  1622 ·  1623 ·  1624 ·  1625 ·  1626 ·  1627 ·  1628 ·  1629 ·  1630 ·  1631 ·  1632 ·  1633 ·  1634 ·  1635 ·  1636 ·  1637 ·  1638 ·  1639 ·  1640 ·  1641 ·  1642 ·  1643 ·  1644 ·  1645 ·  1646 ·  1647 ·  1648 ·  1649 ·  1650 ·  1651